# Champ Fleuri
Champ Fleuri est un quartier de Saint-Denis de La Réunion au sud-est du centre-ville mais à l'ouest de Sainte-Clotilde, ensemble duquel il est séparé par la Ravine des Patates à Durand.

## Équipements
Desservi par le boulevard Jean-Jaurès, il accueille d'importants équipements sportifs, notamment des pistes d'athlétisme, des courts de tennis, un dojo, un vélodrome à ciel ouvert, un circuit pour la pratique du bicross et deux skateparks. Depuis décembre 2014, on y trouve également un parc aquatique, Aquanor.
On y trouve également un bowling dont l'étage fait office de boîte de nuit, des équipements culturels tels que le théâtre de Champ-Fleuri ou les archives départementales de La Réunion, ouvertes au public dans leur nouveau bâtiment le 10 septembre 2001.
Construit sur les remblais du cône de déjection de la ravine du Butor, cuvelée dans les années 70, le quartier compte également diverses administrations comme le tribunal de grande instance de Saint-Denis, la Trésorerie générale, l'ANPE, la Chambre des métiers de La Réunion, etc.

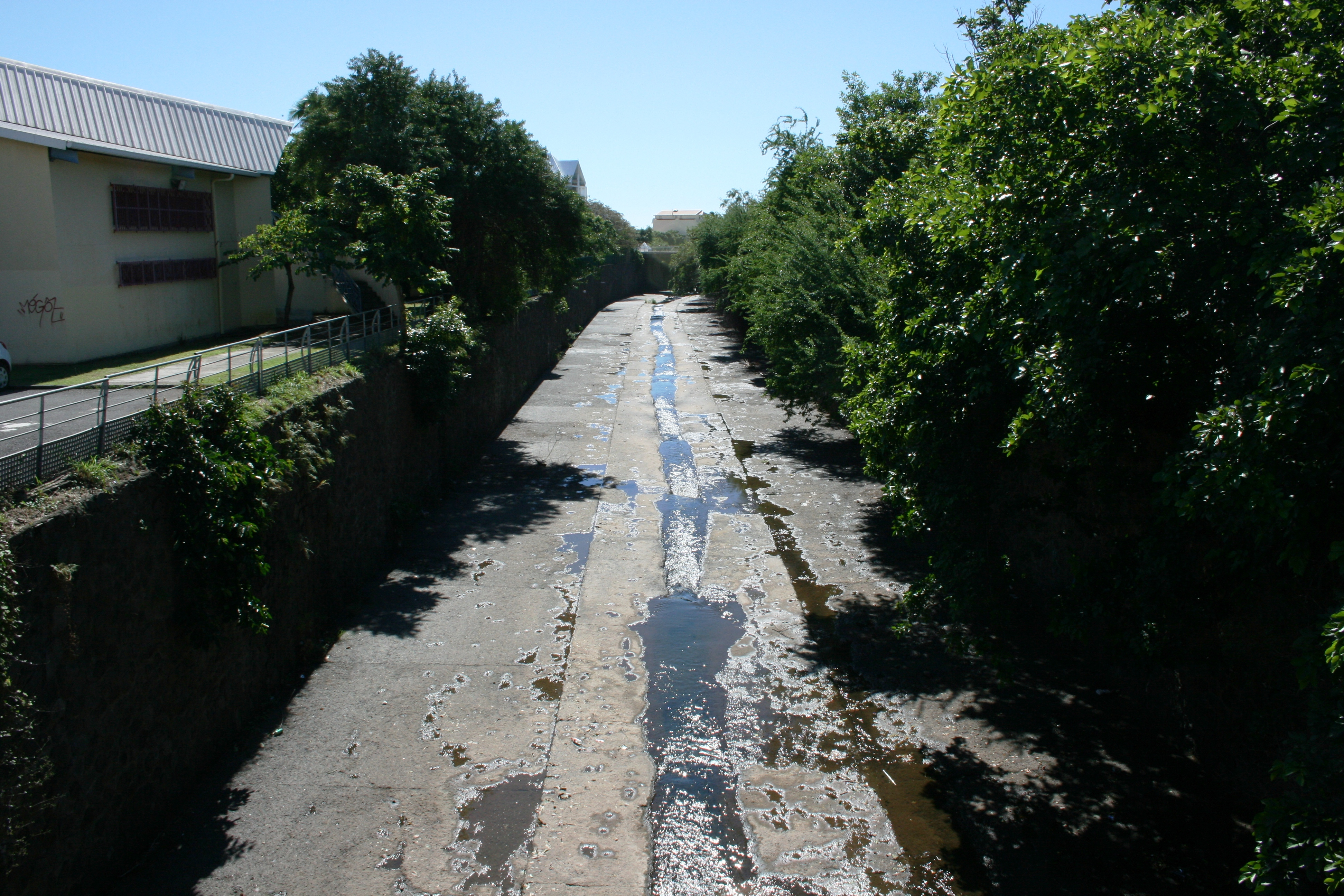
Ravine du Butor à Champ Fleuri